# Kawasaki T-4
Le Kawasaki T-4 est un avion à réaction subsonique japonais utilisé pour l'entraînement des pilotes de la force aérienne d'autodéfense japonaise. Le premier prototype XT-4  vola le 29 juillet 1985. Le premier avion de série a été livré en 1988.

## Historique

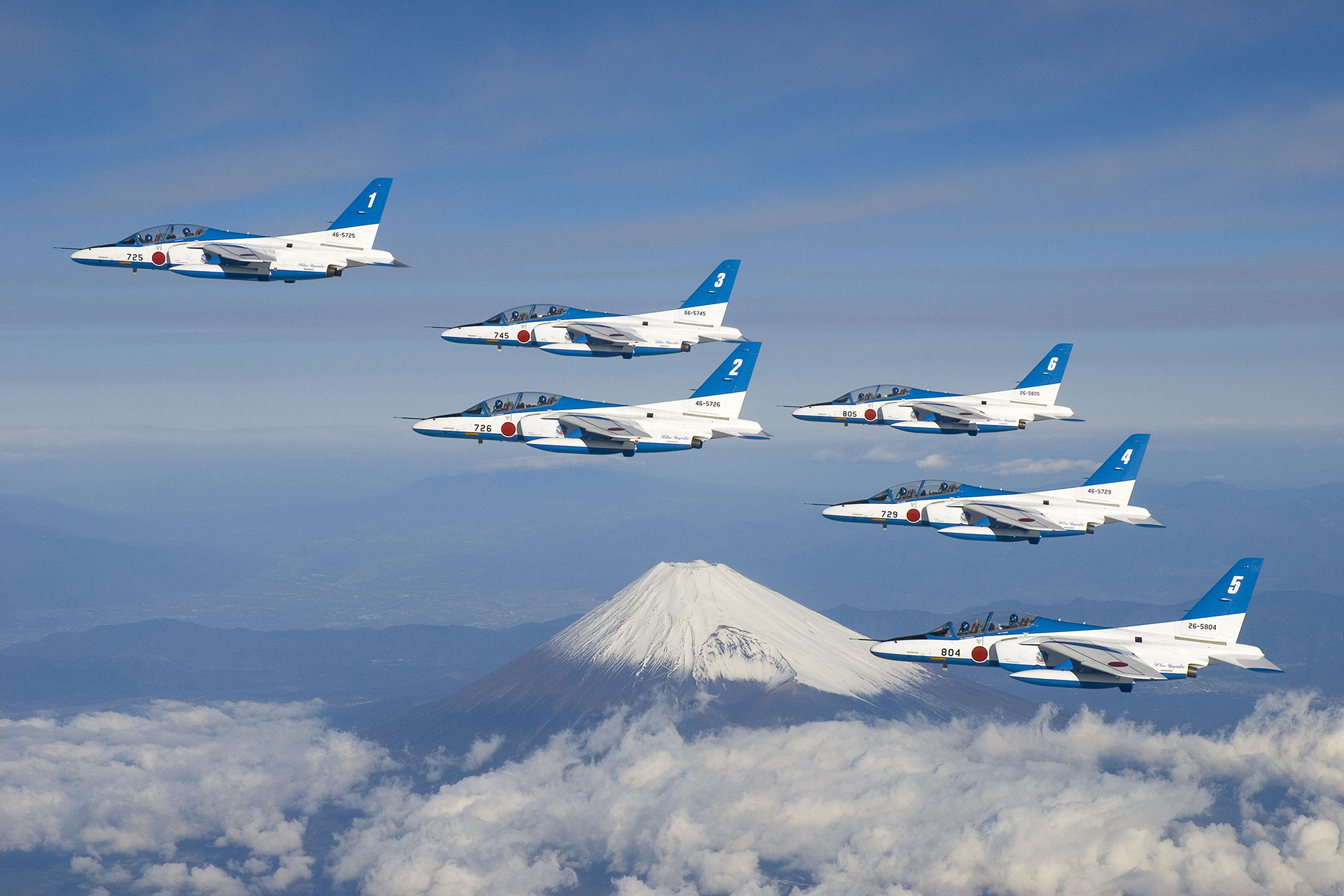
La patrouille acrobatique Blue Impulse

En novembre 1981, Kawasaki a été choisi comme maître d'œuvre pour concevoir et produire un avion relatif au programme MT-X. Ce programme avait été lancé pour remplacer les avions d'entraînement à réaction Lockheed T-33 et Fuji T-1 en service dans la Force aérienne d'autodéfense japonaise. Le programme initial prévoyait la construction de 220 avions et l'entrée en service en 1988.
En avril 2004, la production du premier prototype commence, il effectue son premier vol le 29 juillet 1985. Le quatrième et dernier prototype est livré en juillet 1986.
En juin 1988, le premier appareils de série effectue sont premier vol, il est certifié par la JASDF en aout 1988. En mars 2003, la production s’arrête à 208 exemplaires de série. Le cout unitaire pour l’année fiscale 1998 est équivalemment à 30,16 millions de dollars américains. Et à 2,251 milliards de yens en 2000.
Il est utilisé par l'équipe de voltige Blue Impulse de la JASDF, le premier étant livré en 1994 et neuf étant opérationnels pour la saison des spectacles aériens de 1997.

## Variantes
- XT-4: Prototype. 4 construits.
- T-4: Avion biplace à réaction d’entraînement. 208 construits.

## Opérateurs
JaponForce aérienne d'autodéfense japonaise

### Aéronefs comparables
- Dassault Breguet Dornier Alpha Jet
- BAE Hawk
- Aero L-59
- PZL I-22 Iryda
- Soko G-4 Super Galeb
- CASA C-101
- FMA IA 63 Pampa (en)